# Stetten ob Rottweil
Stetten ob Rottweil ist ein Ortsteil von Zimmern ob Rottweil im Landkreis Rottweil in Baden-Württemberg.

## Wappen
Blasonierung: „In gespaltenem Schild vorne in Blau eine bewurzelte goldene Tanne, hinten in Gold ein halber schwarzer Adler am Spalt.“

## Geographie
Stetten liegt am Ostrand des Schwarzwalds im Tal der Eschach.

## Geschichte
Grabfunde belegen, dass bereits 2000 v. Chr. das Eschachtal besiedelt war.
Stetten wird erstmals am 10. Mai 882 erwähnt, als ein gewisser Tunno Besitz im nahe gelegenen Dietingen gegen Güter des Klosters St. Gallen in Stetten eintauschte. 1139 ist in der Urkunde Papst Innozenz II. für das Kloster Gengenbach – nach Wolfgang Hartung – der Güterort Stetten mit dem für die Bertolde typischen Kirchenpatron Leodegar genannt. Eine weitere schriftliche Überlieferung ist – wie für Flözlingen – für das Jahr 1275 belegbar, als Papst Greogor den Besitz des Spitals Rottweil auch hier bestätigt.  Ebenso ist die Pfarrei Stetten im Liber Decimationis nachweisbar. Sie hatte einen eigenen Pfarrer und gehörte zum Dekanat Kirnbach-Sulz. 1331 gehörte Stetten den Herren von Falkenstein. Bis 1374 gelangte Stetten zu großen Teilen als Pfand und durch Kauf in den Besitz der Rottweiler Familie Bock. 1445 erhielt Leonhard Schappel von Aldingen Stetten als Pfandschaft.
1513 erbten die Ifflinger von Granegg den Ort. Sie verkauften ihn 1598/1603 an die Stadt Rottweil. Die westliche Gemarkungsgrenze bildete seitdem zugleich die Grenze des Territoriums der Reichsstadt.
Durch die Zugehörigkeit zur Reichsstadt Rottweil bis 1803 war Stetten in den Ritterkanton Neckar-Schwarzwald inkorporiert. Laut Angaben des Königlich statistisch-topografischen Bureaus Württembergs war Stetten 1875 eine Gemeinde 3. Klasse mit 403 Einwohnern, die ihre Haupterwerbsquellen in Feldbau und Viehzucht fanden, während die Gewerbe nur den örtlichen Bedürfnissen dienten.
Anfang des 20. Jahrhunderts verfasste der Dichter und Schriftsteller Anton vom Kocher (eigentlich Anton Grimm) die Stettener Heimatschrift „Das Dörflein im Tal“ und das Gedicht „Heimatklänge“.
1908 wurde der Zweckverband Eschachwasserversorgung gegründet, dessen Wasserwerk in Stetten steht. Ungefähr 10.000 Einwohner aus Flözlingen, Hausen, Herrenzimmern, Hochwald, Lackendorf, Stetten, Villingendorf und Zimmern beziehen ihr Wasser aus Stetten. Zwei Jahre später wurde eine neue Wasserleitung in Betrieb genommen. Im Juni 1913 wurde der Ort an das Elektrizitätsnetz angeschlossen.
Im Ersten Weltkrieg wurden zunächst 4 und später insgesamt 25 Soldaten aus Stetten einberufen, außerdem mussten Pferde abgegeben werden. 10 Männer starben. 14 Kriegsgefangene befinden sich in Stetten zum Arbeitseinsatz in der Landwirtschaft. Viele Stettener waren während des Krieges in der Pulverfabrik Rottweil des Unternehmers Max Duttenhofer beschäftigt.
Im Zweiten Weltkrieg starben 19 Männer aus Stetten, 13 weitere blieben vermisst.
1963 wurde durch ein neues Schulgesetz die Volks- durch die Hauptschule abgelöst. Jugendliche aus Flözlingen, Horgen, Lackendorf und Stetten besuchten danach die Hauptschule in Stetten. Das neue Schulgebäude auf dem Stumpen wurde am 10. November 1965 bezogen. Zum Schuljahresbeginn 1971/72 wurde die Hauptschule aufgelöst, in Stetten wurde eine Nachbarschaftsgrundschule eingerichtet.
Nach 169 Jahren Selbstständigkeit wurde Stetten 1973 im Rahmen der baden-württembergischen Gemeindereform zu einem Ortsteil der Gesamtgemeinde Zimmern ob Rottweil mit den Ortsteilen Zimmern, Horgen, Flözlingen und Stetten. Vorhergehende Bestrebungen, eine selbstständige Eschachgemeinde aus den Orten Flözlingen, Lackendorf und Stetten zu bilden, hatten keinen Erfolg.
Im Eingliederungsvertrag wurde Stetten unter anderem die Wahrung der Eigenart, die Erhaltung der Landschaft und die Förderung der Landwirtschaft zugesichert. Die Mitbestimmung auf Gemeindeebene bleibt durch Einführung der Ortschaftsverfassung bzw. der unechten Teilortswahl gewährleistet.

## Kultur- und Sehenswürdigkeiten

### Bauwerke
St. Leodegar

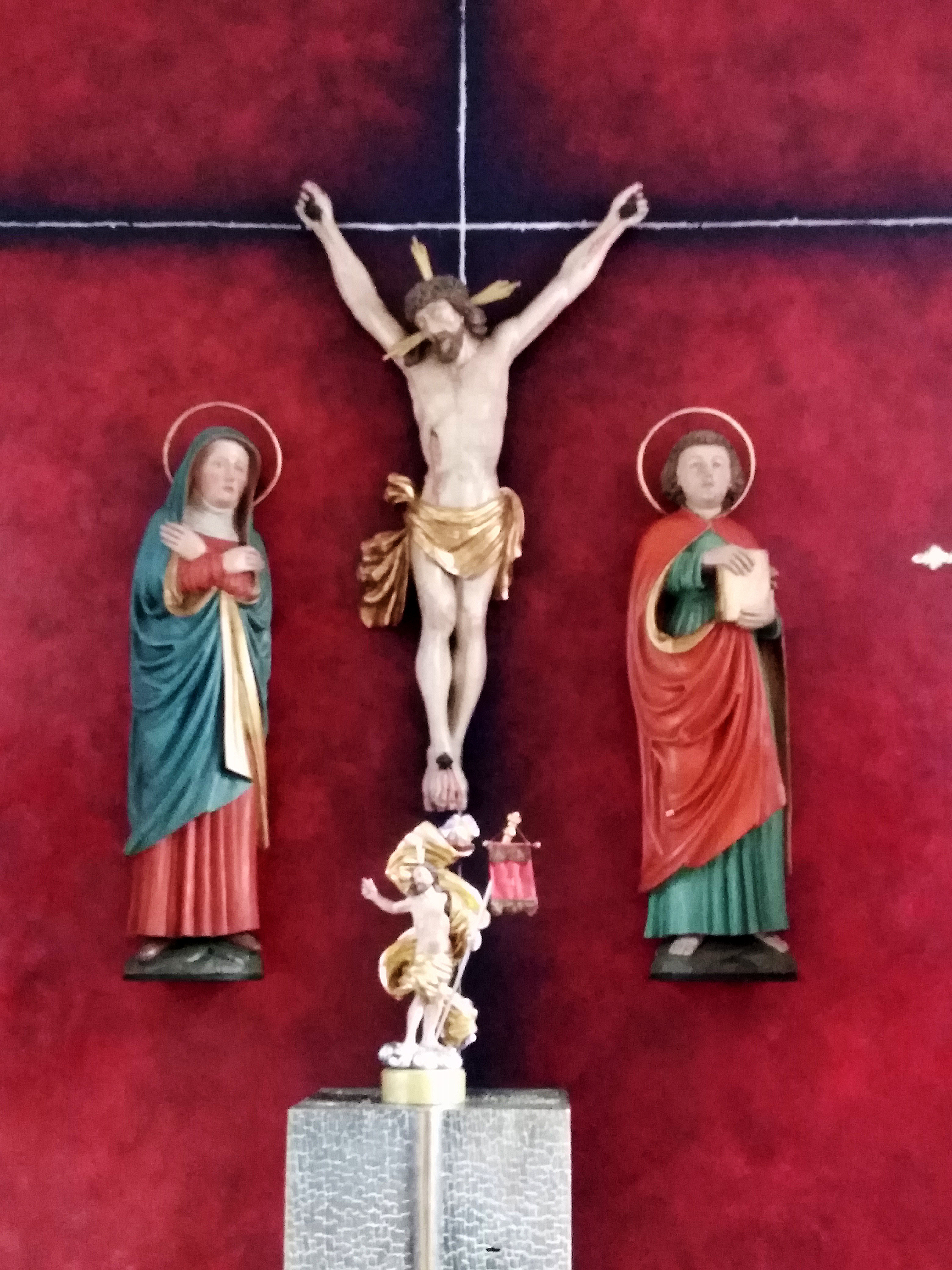
Maria und Johannes, der Lieblingsjünger, unter dem Kreuz

Die ursprünglich romanische Kirche St. Leodegar ist bereits im 12. Jahrhundert nachweisbar. 1549 bis 1552 fand eine spätgotische Renovation statt. Der Kirchenheilige St. Leodogar wurde 1525 erstmals erwähnt. Auf Druck Württembergs wurde das Kirchenvermögen 1553/1554 mit Flözlingen geteilt. Im 16. Jahrhundert war die Pfarrei einige Jahre unbesetzt, das Pfarrhaus an einen Wirt vermietet. 1662/63 wurde der baufällige Chor der Kirche abgebrochen und erneuert, gleichzeitig wurde ein neues Pfarrhaus errichtet. 1703 erhielt die Kirche eine barocke Innenausstattung. 1830 wurden Turm und Sakristei angebaut, 1837 die älteste Orgel im Raum Rottweil. 1924 verlängerte man die Kirche nach Westen, 1971 und 2001 fanden weitere Renovationen statt. Sehenswert ist das Tafelbild mit den 14 Nothelfern (2. Hälfte 16. Jahrhundert). Die von dem Kunsthistoriker Eduard Paulus der Frühgotik zugeordneten Skulpturen Maria und Johannes – 1897 noch an einem Kruzifixus am Rundbogen – sind heute an der Rückwand des Chors angebracht.

Ehemaliges Pfarrhaus

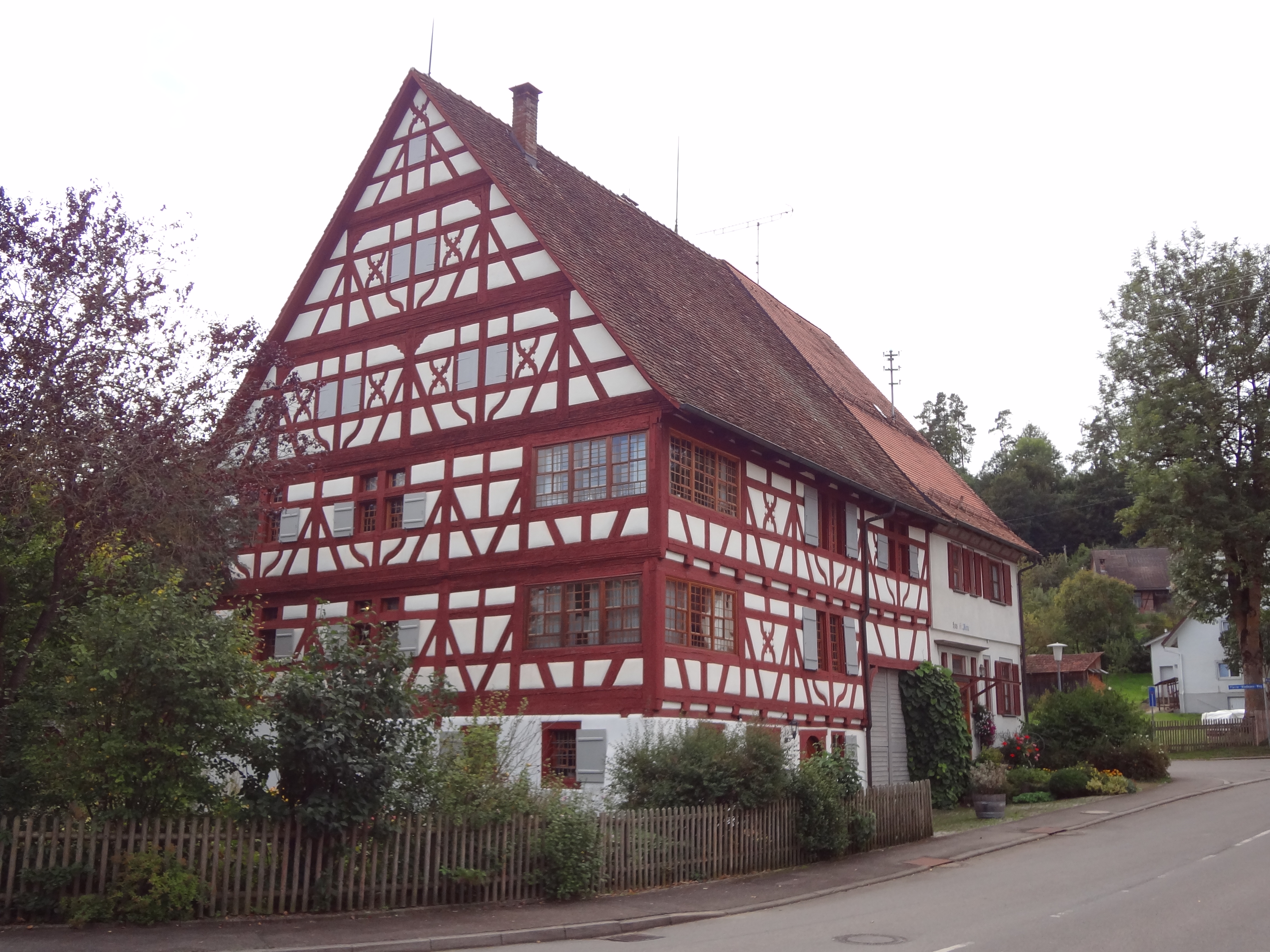
Haus Nübling, ehemaliges Pfarrhaus Stetten – St. Maria

Auf der gegenüberliegenden Straßenseite steht das ehemalige Pfarrhaus. Es ist inzwischen nicht mehr nur das nach der Eigentümerfamilie benannte Haus Nübling, sondern Pfarrbüro (Mariazeller Str. 3). Das Haus war im Dreißigjährigen Krieg niedergebrannt und 1664 wieder aufgebaut worden. Fertiggestellt wurde es erst 1689. 1760 renoviert erfolgte 1824 rückwärtig ein Anbau. 1914 bis 1919 wurde das Ökonomiegebäude des Pfarrhauses als Schwesternstation der Barmherzigen Schwestern für Krankenpflege, Arbeitsschule und Kindergarten umgebaut. Vor der Nutzung St. Marias als Gemeindehaus in den 1980er Jahren wurde die Schwesternstation in einen Kindergarten umgebaut.
Mit dem dreigeschossigen Zierfachwerkbau auf hohem massivem Sockel ist ein quergestelltes bzw. gestelztes Einhaus erhalten. Familie Nübling wurde 1991 mit dem Peter-Haag-Preis des Schwäbischen Heimatbundes für vorbildliche Sanierung und Renovierung ausgezeichnet.

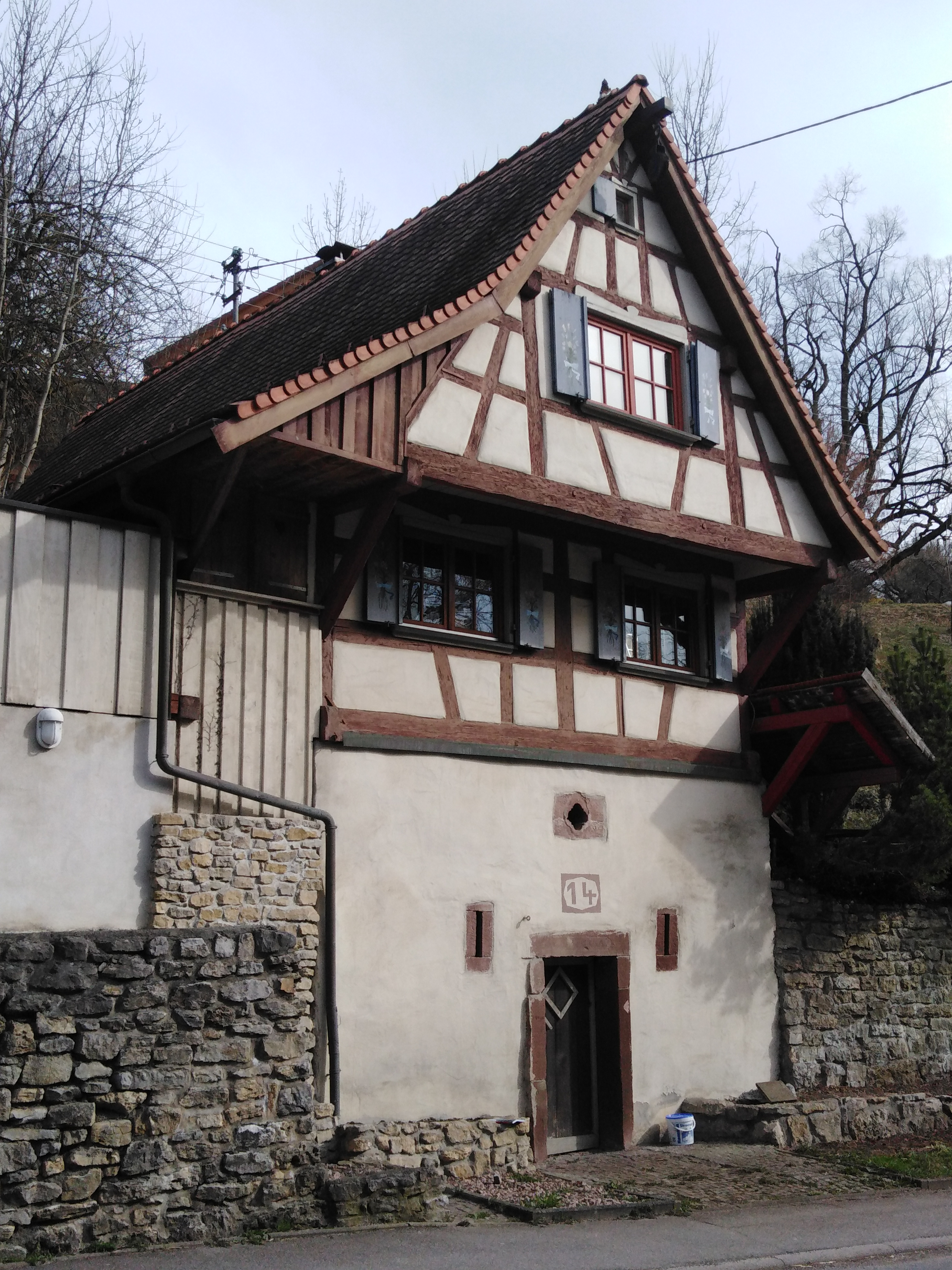
Lackendorfer Straße 14 (1784)

Lackendorfer Straße 14 (Ende 18. Jh.)
In einer Türzarge des Hauses in der Lackendorfer Straße 14 ist eine Bauinschrift mit dem Jahr 1784 eingemeißelt. Im Untergeschoss des Hauses, dem ältesten Teil des Hauses, befindet sich ein Gewölbekeller.
Mühle (vielleicht Leinwandfärberei)
Etwas außerhalb der Ortschaft (Klammstraße 8) ist eine 1811 erbaute Mühle dokumentiert, die wegen ihres schlechten Erhaltungszustandes abgebrochen wurde.

### Kleindenkmale
Teufenbrücke (Steinernes Brückle)

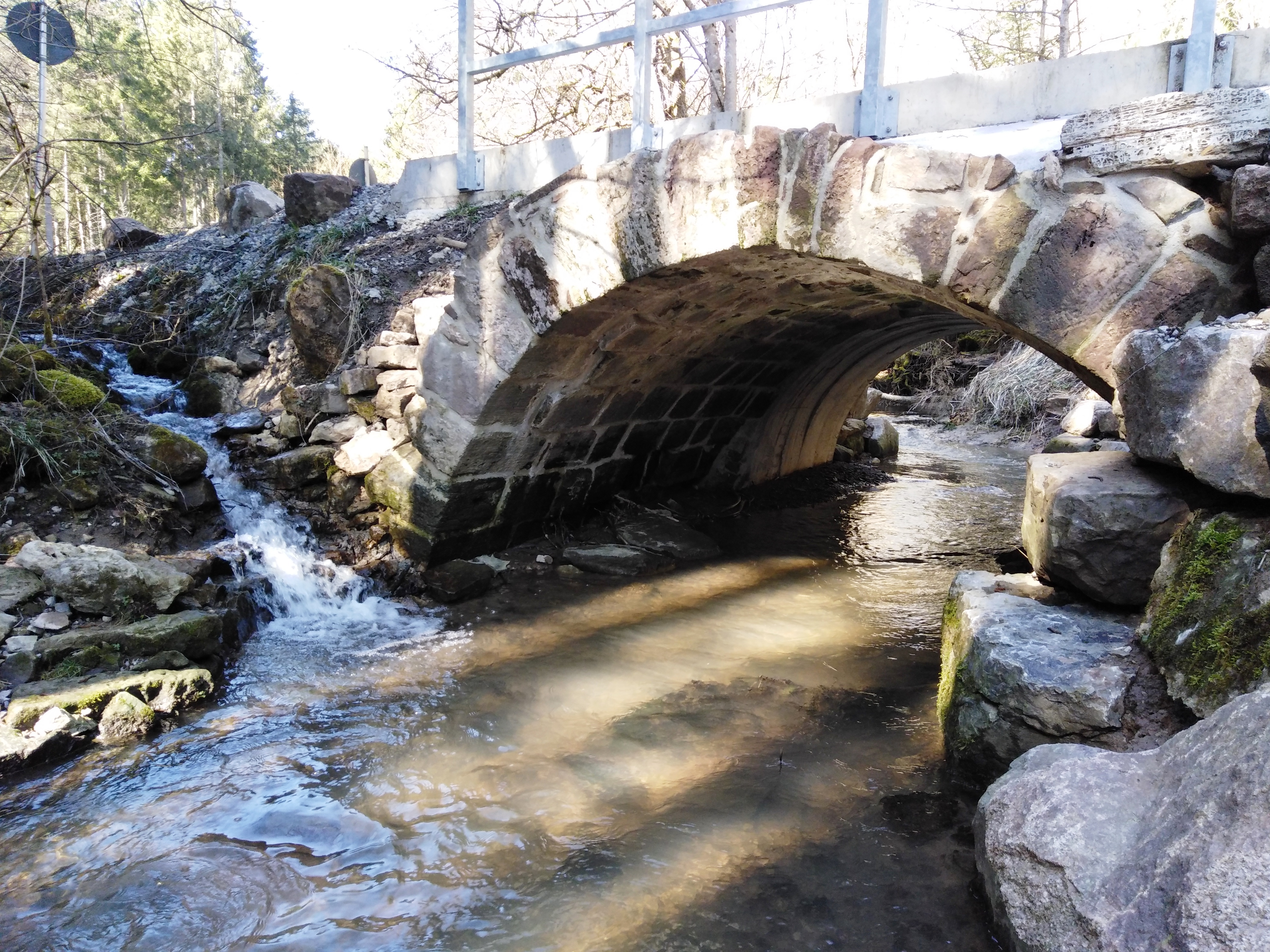
Teufenbrücke Stetten o. R. 15./16. Jh.

Abseits im Harzwald bei Stetten liegt die Teufenbrücke, eine aus Sandstein erbaute Rundbogenbrücke. 1672 durch den Steinmetz Heinrich Custor aus Rappoltsweiler im Elsass renoviert, geht man für eine erste Bauphase von den Eckdaten 1485 und 1591 aus.
Als Beleg wird der Beschluss der Stadt Rottweil aus dem Jahr 1485 angeführt, eine Fernstraße über den Bogen, Triberg und die Passhöhe bei Schonach in Richtung Elz-Tal nach Freiburg einzurichten, die württembergisches und fürstenbergisches Zollgebiet umgehen sollte. Diese Straße führte über das „Teuffen-Tal“, wo schon vor 1603 von den Rottweilern der „Teufen-Zoll“ erhoben wurde. In diesem Zuge könnte eine erste steinerne Brücke über den Teufenbach errichtet worden sein. Wann genau, und ob vielleicht ein hölzerner Vorgängerbau bestand, lässt sich nicht sagen. Scheinbar hatte sie Ende des 16. Jahrhunderts schon längere Zeit gestanden, da 1591 die Rottweiler Zünfte forderten, die „gewelbte Pruckhen im Dieffen“ dringend wiederherzustellen, damit die „hergebrachte und habende Zollgerechtigkeit erhalten werden möge.“ In weiteren Bauphasen sind die Arbeiten an der Brücke für die Jahre 1673, 1716 und 1718 belegt.
Nachdem die Brücke zum Teil eingestürzt war, wurde ihr Hauptgewölbe 2020 gereinigt und verfugt, auf der Oberseite ersetzt eine Betonfertigteilkonstruktion das eingestürzte Gewölbe. Die Tragplatte wurde mit Beton überzogen.
Nach der dörflichen Überlieferung ranken sich Spukgeschichten vom „Teufenmännle“ um das alte Bauwerk.
Brunnen
Etwas oberhalb des Hauses Nübling an der Mariazeller Straße 7 befindet sich auf der linken Straßenseite ein reich verzierter Laufbrunnen mit einer gusseisernen Brunnensäule aus dem 19. Jahrhundert. Mit Blattranken umschlungen schließt er mit Arkanthusblättern und -blüten ab.

### Beuter-Krippe
Zur Weihnachtszeit ist im Untergeschoss des Rathauses in Stetten die „Beuter-Krippe“ ausgestellt, ein Ensemble von rund 180 Holzfiguren, die der Stettener Ernst Beuter (1899–1977) als Autodidakt in über 50 Jahren schnitzte.

## Infrastruktur
Das zur Dorfwirtschaft umgebaute Milchhäusle und das Atelier Silkes Bootshaus bieten dem Radfahrer, Wanderer und Ortsansässigen direkt im Ortskern Möglichkeiten zu Einkehr und Atelierbesuch mit Kaffeegenuss. Das Atelier für Wandmalerei, Acryl- und Auftragsmalerei bietet nebenbei in idyllischer Lage nach besonderen Öffnungszeiten selbstgemachte Torten und Produkte aus eigener, regionaler Herstellung wie Rhabarbersirupschorle. Milchhäusle und Silkes Atelier liegen am Radweg „Von Schramberg zur Eschach“.

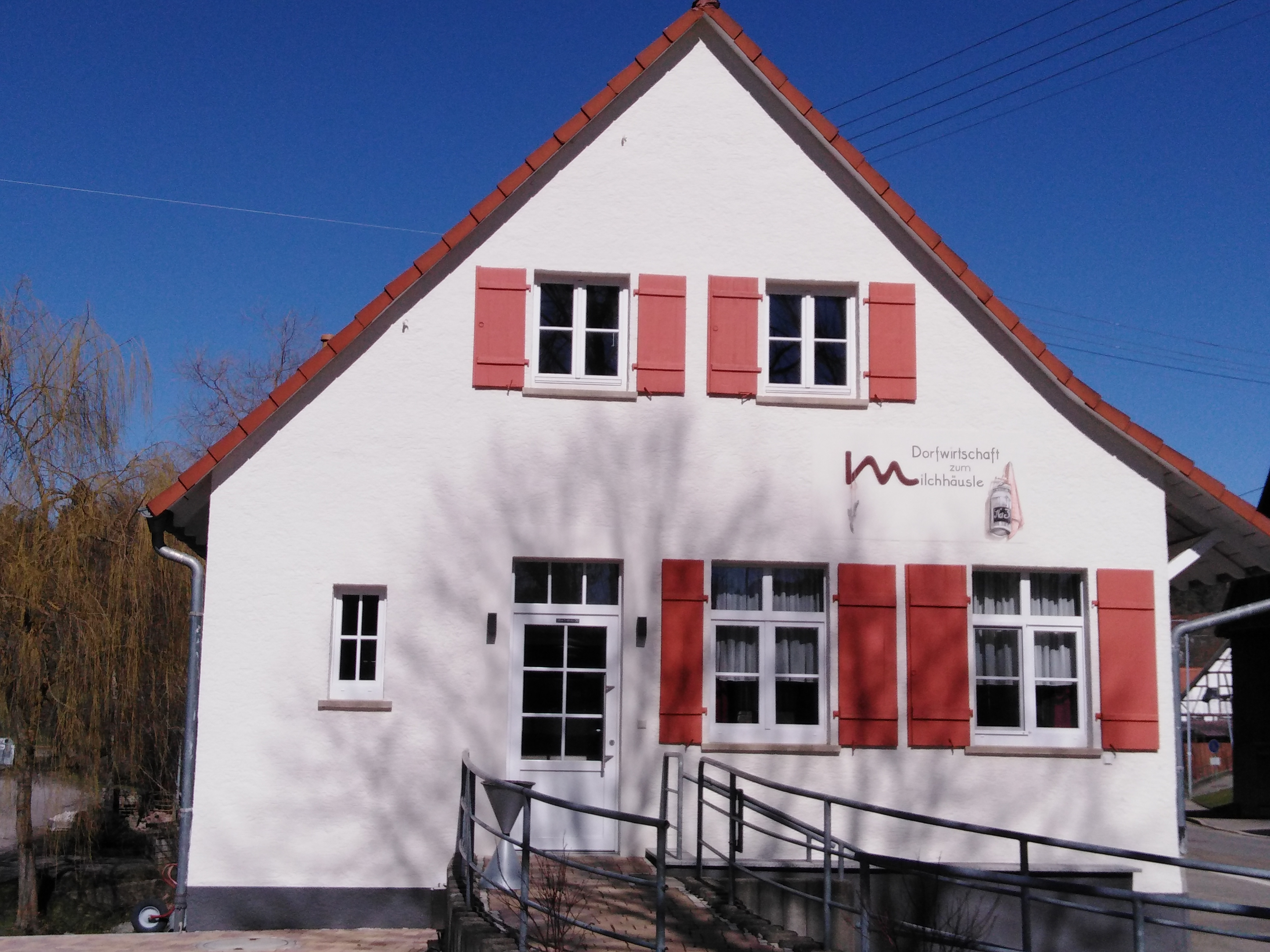
Milchhäusle

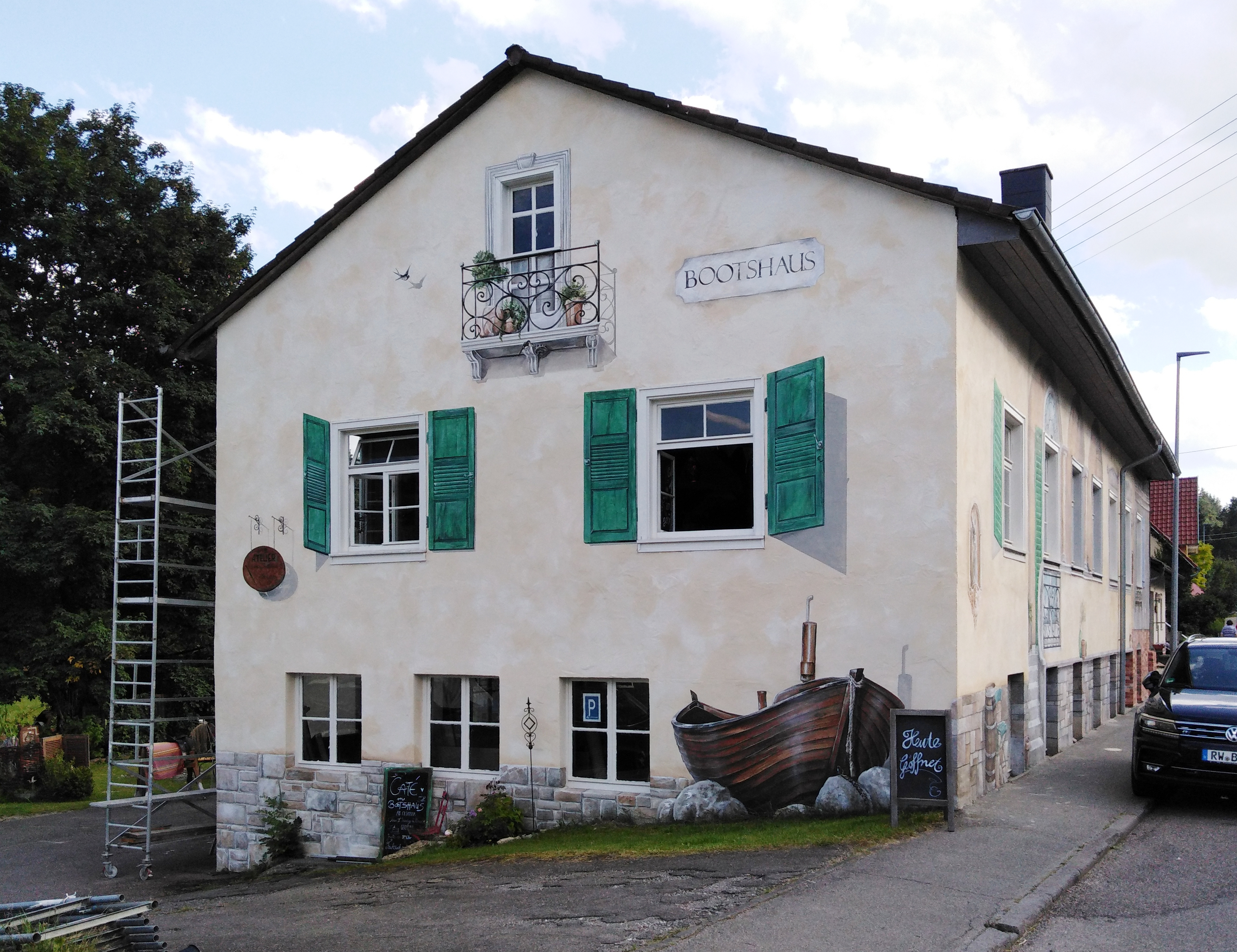
Bootshaus